# Bibionomorpha
Bibionomorpha je infrared podreda Nematocera. Jedna od njenih konstitutivnih familija, Anisopodidae, je pretpostavljeni sestrinski takson celog podreda Brachycera. Nekoliko preostalih porodica u infraredu (one prikazane bez zajedničkih imena) su bivše potporodice Mycetophilidae, koja je nedavno podeljena. Porodica Axymyiidae je nedavno uklonjena iz Bibionomorpha u sopstveni infrared Axymyiomorpha.

## Nadfamilije i familije
- Nadfamilija Anisopodoidea Knab, 1912
  - Anisopodidae (sin †Eopleciidae)
  - †Antefungivoridae Rohdendorf, 1938 (sin Pleciomimidae, Sinemediidae)
  - †Crosaphididae Kovalev, 1983
  - †Pleciofungivoridae Rohdendorf, 1946 (sin Fungivoritidae)
  - †Protorhyphidae Handlirsch, 1906
  - †Siberhyphidae Kovalev, 1985
- Nadfamilija Bibionoidea Fleming, 1821
  - Bibionidae (sin †Cascopleciidae)
  - Hesperinidae Walker, 1848
- Nadfamilija Mycetobioidea Winnertz, 1863
  - Mycetobiidae Winnertz, 1863
- Nadfamilija †Pachyneuroidea Rohdendorf, 1946
  - †Procramptonomyiidae Kovalev, 1985
- Nadfamilija Scatopsoidea Newman, 1834
  - Canthyloscelidae Shannon, 1927
  - †Protoscatopsidae Rohdendorf, 1946
  - Scatopsidae Newman, 1834
  - Valeseguyidae Amorim & Tozoni, 1994
- Nadfamilija Sciaroidea Billberg, 1820
  - †Archizelmiridae Rohdendorf, 1962
  - Bolitophilidae Winnertz, 1863
  - Cecidomyiidae Newman, 1834
  - Diadocidiidae Winnertz, 1863
  - Ditomyiidae Edwards, 1921
  - Keroplatidae Rondani, 1856 (uklj. Lygistorrhinidae Edwards, 1925)
  - Mycetophilidae Newman, 1834
  - †Paraxymyiidae Rohdendorf, 1946
  - Rangomaramidae Jaschhof & Didham, 2002
  - Sciaridae Billberg, 1820
- Nadfamilija incertae sedis
  - †Heterorhyphidae Ansorge & Krzemiński, 1995
  - Pachyneuridae
  - †Protobibionidae
  - †Protopleciidae (sin Palaeopleciidae, Pleciodictyidae, Protoligoneuridae)
  - †Tipulopleciidae